# Агиашвили
Агиашвили — княжеский имеретинский род, Высочайше утверждённый в 1850 году.

## История
В источниках представители рода появляются во второй половине XVII века. Происхождение рода точно не установлено. По одной версии род изначально назывался Масхарашвили, о другой он был ветвью известного с XII века рода Отматидзе, представители которого с середины XVI века были главными комендантами царских крепостей (цихистави).
С начала XVIII века ряд представителей рода носили звания воевод (сардалов), а с 1753 — начальника царской гвардии (кешиктухуцеса).
6 декабря 1850 года представители рода Агиашвили были признаны в княжеском достоинстве Российской империи. Род был записан в V часть родословной книги Кутаисской губернии.
Утверждённого герба князей Агиашвили в Российской империи не существует, однако исследователь В. Цихинский, предположивший, что князья Агиашвили и Иашвили имели общие корни, указал герб князей «Аги-Яшвили».
Род существует в настоящее время.